# 사랑의 홀로그램
〈사랑의 홀로그램〉(愛のホログラム 아이노호로그라므[*])는 SKE48의 32번째 싱글이다.